# Barrueco-Affäre

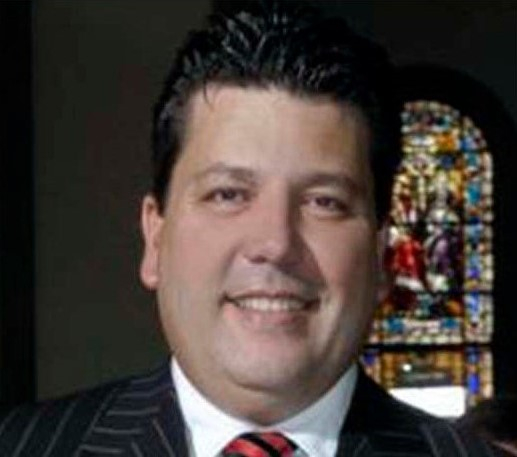
Ricardo Fernández Barrueco

Die Barrueco-Affäre betrifft den Skandal um den Chávez-nahen Unternehmer Ricardo Fernández Barrueco, steht aber auch in Verbindung mit anderen Unternehmern, die der Chávez-Regierung nah standen. 
Barrueco hatte ursprünglich eine kleine LKW-Firma. Während des Generalstreiks von 2002 bis 2003 in Venezuela half er der Regierung, indem er seine LKWs für die Lebensmittelverteilung zur Verfügung stellte. Das Transportnetz wurde später Mercal und Barrueco wurde reich. Im Jahr 2009 übernahm Fernández die Firma Digitel GSM von Oswaldo Cisneros für 800 Millionen US-Dollar. Im September und Oktober 2009 leitete Fernández eine Investorgruppe, die vier Banken übernehmen wollte - Canarias, Confederado, Bolívar und BanPro. Ende 2009 wurde Fernández wegen Betrug festgenommen. Seine Banken wurden von der Regierung im Laufe der Bankkrise Venezuelas von 2009 bis 2010 übernommen.
Ein anderer Unternehmer und ehemaliger Militär, Arné Chacón, Bruder vom Minister Jesse Chacón und seit Jahren Milliardär, wurde auch festgenommen. Der Minister Jesse Chacón musste zurücktreten, bestritt aber, dass er wusste, wie sein Bruder zu seinem Reichtum gekommen war.

## Referenz
1. ↑  El Universal, 19. September 2010, "Creí en la palabra de Chávez"
2. ↑  Ricardo Fernandez acquires Digitel Venezuela - report. Telecompaper, 31. August 2009, abgerufen am 27. Oktober 2011 (englisch).
3. ↑  Übernahme der Banken (New York Times)
4. ↑  Fall of the Boligarchs (The Economist)